# Bajkany
Bajkany (biał. Байканы, Bajkany; ros. Байканы, Bajkany) – wieś na Białorusi, w obwodzie grodzieńskim, w rejonie ostrowieckim, w sielsowiecie Gudogaje.
Współcześnie w skład wsi wchodzą także dawne zaścianki Porojście.

## Historia
Słownik geograficzny Królestwa Polskiego wymienia wieś Porojście, położoną w Rosji, w guberni wileńskiej, w powiecie wileńskim, w gminie Szumsk. W 1905 roku liczyła 99 mieszkańców, 68 dziesięcin.
Po I wojnie światowej pod administracją polską, w Zarządzie Cywilnym Ziem Wschodnich. W latach 1920–1922 w składzie Litwy Środkowej.
Od 11 kwietnia 1922 tereny, które obejmują współczesne Bajkany leżały w Polsce, w województwie wileńskim. 
W latach 1921–1945 wieś leżała w Polsce, w województwie wileńskim, w powiecie oszmiańskim, w gminie Polany.
W 1931 wieś w 16 domach zamieszkiwało 80 osób.
Wierni należeli do parafii rzymskokatolickiej w Gudogajach. Miejscowość podlegała pod Sąd Grodzki w Oszmianie i Okręgowy w Wilnie; właściwy urząd pocztowy mieścił się w Gudogajach.
Po II wojnie światowej w granicach Związku Sowieckiego. Od 1991 w niepodległej Białorusi.